# Cheryl McCall
Cheryl McCall (* 7. Mai 1950 in McKeesport, Pennsylvania; † 25. Oktober 2005 in Nevada City, Kalifornien) war eine US-amerikanische Autorin, Filmproduzentin und Drehbuchautorin, die für einen Oscar nominiert wurde.

## Karriere
McCall wurde 1950 in McKeesport geboren. Cheryl McCall, die als Autorin arbeitete und dort Bücher wie zum Beispiel We are the world (1985), Here's Your Chance oder Streetwise veröffentlichte. Ihr Dokumentarfilm Streetwise – Straßenkinder aus dem Jahr 1984 erhielt bei der Oscarverleihung 1985 eine Nominierung in der Kategorie „Bester Dokumentarfilm“. Die Auszeichnung erhielten aber Rob Epstein und Richard Schmiechen für ihren Beitrag The Times of Harvey Milk.
Am 25. Oktober 2005 starb Cheryl McCall im Alter von 55 Jahren.